# حسینعلی راشد
حسینعلی راشد (زادهٔ ۲ تیر ۱۲۸۴ در تربت حیدریه روستای کاریزک ناگهانی - درگذشتهٔ ۷ آبان ۱۳۵۹ در تهران) روحانی، نویسنده، مبلغ مذهبی، زندانی سیاسی و نمایندهٔ تهران در مجلس شورای ملی بود. وی فرزند ملا عباس تربتی بود. در ۱۶ سالگی همراه پدرش به مشهد آمد و مشغول تحصیل دروس حوزوی گردید. برای ادامهٔ تحصیل به نجف عزیمت کرد و نزد استادان آن حوزه مانند میرزاحسین نائینی و سید ابوالحسن اصفهانی تحصیل نمود و پس از توقف کوتاهی در تهران و قم عازم شیراز شد و در آنجا مجالس وعظ و خطابه داشت. پس از مدتی، عازم اصفهان گردید و در آن شهر به علت سخنرانی‌های ضد سلطنت رضا شاه، در حدود ۷۵ روز زندانی گردید. پس از آزادی از زندان، تهران را برای ادامهٔ زندگی انتخاب نمود.
در دورهٔ هفدهم مجلس ضمن حمایت از نهضت ملی شدن صنعت نفت به مجلس راه یافت اما چند جلسه‌ای بیشتر در آن حضور نیافت. نطق پیش از دستور وی جنجالی در مجلس به راه انداخت.

## آثار منتشرشده و تدریس
راشد در تهران در دانشکدهٔ معارف اسلامی دانشگاه تهران و در مدرسهٔ سپهسالار (مدرسهٔ عالی مرتضی مطهری) به تدریس مشغول بود. وی از سال ۱۳۲۰ الی ۱۳۳۸ در رادیو ایران به ارائهٔ سخنرانی‌های مذهبی می‌پرداخت. این سخنرانی‌ها طولانی‌ترین برنامهٔ مذهبی ادامه‌دار از ابتدای تأسیس رادیو ایران بوده‌است و بخش‌هایی از آن در ۱۶ جلد به چاپ رسیده‌است.
- کتاب دو فیلسوف شرق و غرب؛ ملاصدرا و انیشتین از وی به چاپ رسیده‌است.
- فضیلت‌های فراموش‌شده کتابی از وی دربارهٔ پدرش ملا عباس تربتی است که از عرفای معاصر بود.

## درگذشت
حسینعلی راشد در سحرگاه ۷ آبان ۱۳۵۹ خورشیدی در ۷۵ سالگی بر اثر سکتهٔ مغزی در انزوا درگذشت. راشد بعد از انقلاب اسلامی آرزو می‌کرد تا بتواند اخلاق را به اقتضای انقلاب اسلامی تفسیر کند.